# 테오도로스 수
 테오도로스 수(Theodorus Constant)는 수학자 테오도로스와 관련된 수학 상수이다. 다음과 같이 정의된 {\displaystyle T}를 가리키나, {\displaystyle {\sqrt {3}}}를 가리키기도 한다.{\displaystyle {\begin{aligned}T&=\sum _{t=1}^{\infty }{{1} \over {{\sqrt {t}}+t{\sqrt {t}}}}\\&={\frac {1}{2}}-\sum _{t=1}^{\infty }(-1)^{t}\left(\zeta \left(t+{\frac {1}{2}}\right)-1\right)\\&=1.8600250\cdots \end{aligned}}}
(OEIS A226317) 이때 {\displaystyle \zeta }는 리만 제타 함수이다. 테오도로스 수 {\displaystyle T}는 테오도로스 와선(Theodorus spiral)에서 직각삼각형의 연속적인 기울기의 진행과 관련이 있다.
{\displaystyle {\sqrt {3}}=1.732050807\cdots }
(OEIS A002194) 테오도로스 수는 또 다른 상수 {\displaystyle {\sqrt {3}}}로써 단위 정육면체의 입체대각선 길이 값이다.

## 같이 보기
- 테오도로스 와선
- 수학 상수
- {\displaystyle {\sqrt {3}}}

## 참고
- 매스월드

1. ↑  Davis, P. J. Spirals from Theodorus to Chaos. Wellesley, MA: A K Peters, 1993